# Свободная партия Эстонии
Свободная партия Эстонии (эст. Eesti Vabaerakond)  — эстонская правоцентристская политическая партия, основанная в 2014 году. Председатель партии - Артур Тальвик. На эстонских парламентских выборах 2015 года партия преодолела 5-процентный барьер и получила 8 мест в Рийгикогу. По итогам парламентских выборов 2019 года партия набрала лишь 1,2 % голосов и не смогла пройти в парламент.

## История
Некоммерческая группа основания эстонской свободной партии была сформирована в январе 2014 года. Первоначально группа была основана двумя организациями: Свободный патриотичный гражданин и Лучшая Эстония, но последняя решила отказаться от участия.
Официально свободная партия Эстонии была создана 20 сентября 2014 года, её председателем был избран Херкель, Андрес. Партия привлекла в свои ряды многих общественных деятелей, включая, включая экс-главу вооружённых сил Эстонии адмирала Тармо Кыуца, актёр Айна Лутсеппа и бывшего министра Юри Адамса, одного из главных авторов Конституции Эстонии.
Во время парламентских выборов 2015 года свободная партия получила 49 883 голосов, что составило 8,7 % от общей явки и дало 8 мест из 101 в Рийгикогу. Кандидат в премьер-министры от свободной партии Артур Тальвик, получивший наибольшее число голосов из всех кандидатов от партии, в то же время сам не был членом партии.
Эстонская свободная партия приняла участие в коалиционных переговорах с партией реформ, социал-демократической партией Эстонии и союзом Отечества и Res Publica, но осталась вне коалиции из-за того, что предложения партии по изменению налоговой системы коалиция сочла неприемлемой. Нежелание партии реформ сократить государственное финансирование политических партий эстонская свободная партия назвала проблемой.

## Политическая позиция
У комментаторов вызывает споры, что у свободной партии отсутствует чёткая идеология. Её характеризуют как правоцентристскую, однако председатель Андрес Херкель описывает идеологию партии как праволиберальную.
Партия выступает за повышение личного подоходного налога, но с другой стороны также стремится повысить необлагаемый налогом минимум для поддержки беднейшей части налогоплательщиков. Программа партии также включает в себя повышение налогов на алкоголь, табак и сахар. В экономической политике партия поддерживает относительно либеральный подход, особенно в поддержке малого бизнеса. Партия выступает за сокращение государственного финансирования политических партий.
Свободная партия заявила о своей оппозиции к закону о признании однополых союзов в Эстонии, утверждая, что в нынешнем виде закон не решает никаких проблем. Партия заявляет, что закон должен быть пересмотрен и, возможно, также разделён на несколько отдельных законов. Партия выступает против обязательных квот для мигрантов европейского миграционного кризиса и настаивает на том, что число принимаемых беженцев должно определяться путём переговоров.